# Station Wiekowo Wąskotorowe
Station Wiekowo Wąskotorowe is een spoorwegstation in de Poolse plaats Wiekowo.